# Вегас (телесериал)
«Вегас» (англ. Vegas) — американский драматический телесериал, с Деннисом Куэйдом и Майклом Чиклисом в главных ролях, премьера которого состоялась на канале CBS 25 сентября 2012 года.

## Сюжет
В центре сюжета показан шериф Ральф Лэмб и его непростые отношения с Чикагским гангстером Винсентом Савино, а также его борьба с преступностью. Персонаж Лэмба основан на реальном человеке, который с 1961 по 1979 был шерифом округа Кларк.

## Актёры и персонажи
- Деннис Куэйд — Ральф Лэмб, местный фермер со службой в военной полиции во время Второй мировой войны; нынче шериф округа Кларк и хозяин Ранчо.
- Майкл Чиклис — Винсент Савино, управляющий Savoy Hotel, который находится в ведении чикагской мафии; эксперт в играх.
- Кэрри-Энн Мосс — Кэтрин О’Коннелл, помощник окружного прокурора
- Джейсон О’Мара — помощник шерифа Джек Лэмб, младший брат Ральф Лэмба.
- Тейлор Хэндли — помощник шерифа Диксон Лэмб, сын Ральфа Лэмба; из-за его вредных привычек Ральф не принимает его всерьёз.
- Сара Джонс — Миа Ризо, менеджер Savoy Hotel; девушка Джека Лэмба.

## Обзор сезонов
| Сезон | Сезон | Количество эпизодов | Премьера первого эпизода | Премьера последнего эпизода | Дата выхода DVD | Дата выхода DVD | Дата выхода DVD | Количество зрителей (млн) |
| Сезон | Сезон | Количество эпизодов | Премьера первого эпизода | Премьера последнего эпизода | Регион 1        | Регион 2        | Регион 4        | Количество зрителей (млн) |
| ----- | ----- | ------------------- | ------------------------ | --------------------------- | --------------- | --------------- | --------------- | ------------------------- |
|       | 1     | 21                  | 25 сентября 2012         | 10 мая 2013                 | н/д             | н/д             | н/д             | н/д                       |

## Список эпизодов
| Номер эпизода в сериале | Номер эпизода в сезоне | Название                                 | Режиссёр(ы)    | Сценарист(ы)                 | Дата показа в США | Количество зрителей в США (млн) |
| ----------------------- | ---------------------- | ---------------------------------------- | -------------- | ---------------------------- | ----------------- | ------------------------------- |
| 1                       | 1                      | «Pilot» «Пилот»                          | Джеймс Мэнголд | Николас Пиледжи и Грег Уокер | 25 сентября 2012  | 14,85                           |
| 2                       | 2                      | «Money Plays» «Игры с деньгами»          | Гэри Фледер    | Грег Уокер и Ник Сантора     | 2 октября 2012    | 12,11                           |
| 3                       | 3                      | «All That Glitters» «Всё, что блестит»   | Грег Биман     | Сет Хоффман                  | 9 октября 2012    | 11,78                           |
| 4                       | 4                      | «(Il)Legitimate» «(Не)Законный»          | Мэтт Эрл Бисли | Эшли Гэйбл                   | 23 октября 2012   | 10,80                           |
| 5                       | 5                      | «Solid Citizens» «Сплотившиеся горожане» | Роксанн Доусон | Джим Адлер                   | 30 октября 2012   | 10,75                           |

## Разработка и производство
CBS сценарий пилотного эпизода в августе 2011 года, а 26 января 2012 года дал зелёный свет на его производство. 21 февраля Майкл Чиклис и Деннис Куэйд были утверждены на главные роли, а 13 мая 2012 года канал заказал сериал и съемки последующих эпизодов.